# Besisahar
Besisahar (en népalais : बेसीसहर) est une ville du Népal située dans la zone de Gandaki et chef-lieu du district de Lamjung.
Besisahar est le point de départ historique du trek du tour des Annapurnas. Une piste carrossable a été construite de 2010 à 2015 de Besisahar pour rallier Manang, le long du massif de l'Annapurna.
Au recensement de 2011, la ville comptait 15 442 habitants.